# Aradus oregonicus
Aradus oregonicus är en insektsart som beskrevs av Nicholas A. Kormilev 1978. Aradus oregonicus ingår i släktet Aradus och familjen barkskinnbaggar. Inga underarter finns listade i Catalogue of Life.